# Biomasseheizkraftwerk
Ein Biomasseheizkraftwerk (BMHKW) und ein Biomassekraftwerk (BMKW) erzeugen mit gleichen oder ähnlichen Verfahren durch die Verbrennung fester Biomasse elektrische Energie. Ein Biomasseheizkraftwerk stellt darüber hinaus Wärme bereit, die als Fern- oder Nahwärme oder als Prozesswärme genutzt werden kann. Bei reiner Wärmebereitstellung spricht man von einem Biomasseheizwerk (BMHW).
Als Rohstoff werden feste Brennstoffe (biogener Festbrennstoff) wie z. B. Reste aus der Holzverarbeitung wie Sägemehl, Hackschnitzel, nicht als Nutzholz geeignetes Waldholz, Stroh und Altholz eingesetzt, aber auch Getreide kann verbrannt werden. Ein Holz(heiz)kraftwerk (H(H)KW) ist ein mit Holz betriebenes Biomasse(heiz)kraftwerk.

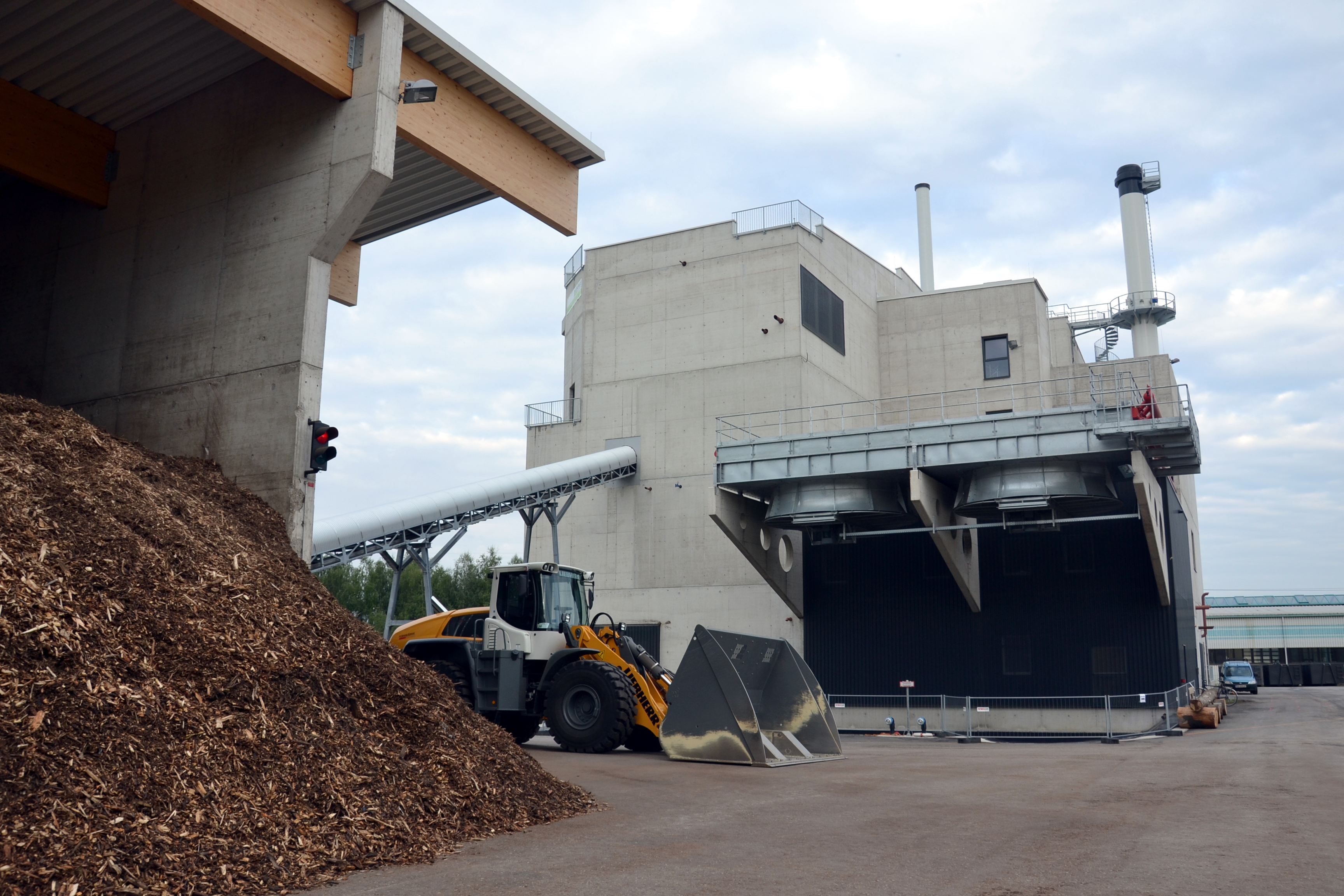
Biomasseheizkraftwerk Ramingdorf bei Steyr mit einer elektrischen Leistung von 5,7 MW und einer thermischen Leistung von 17 MW

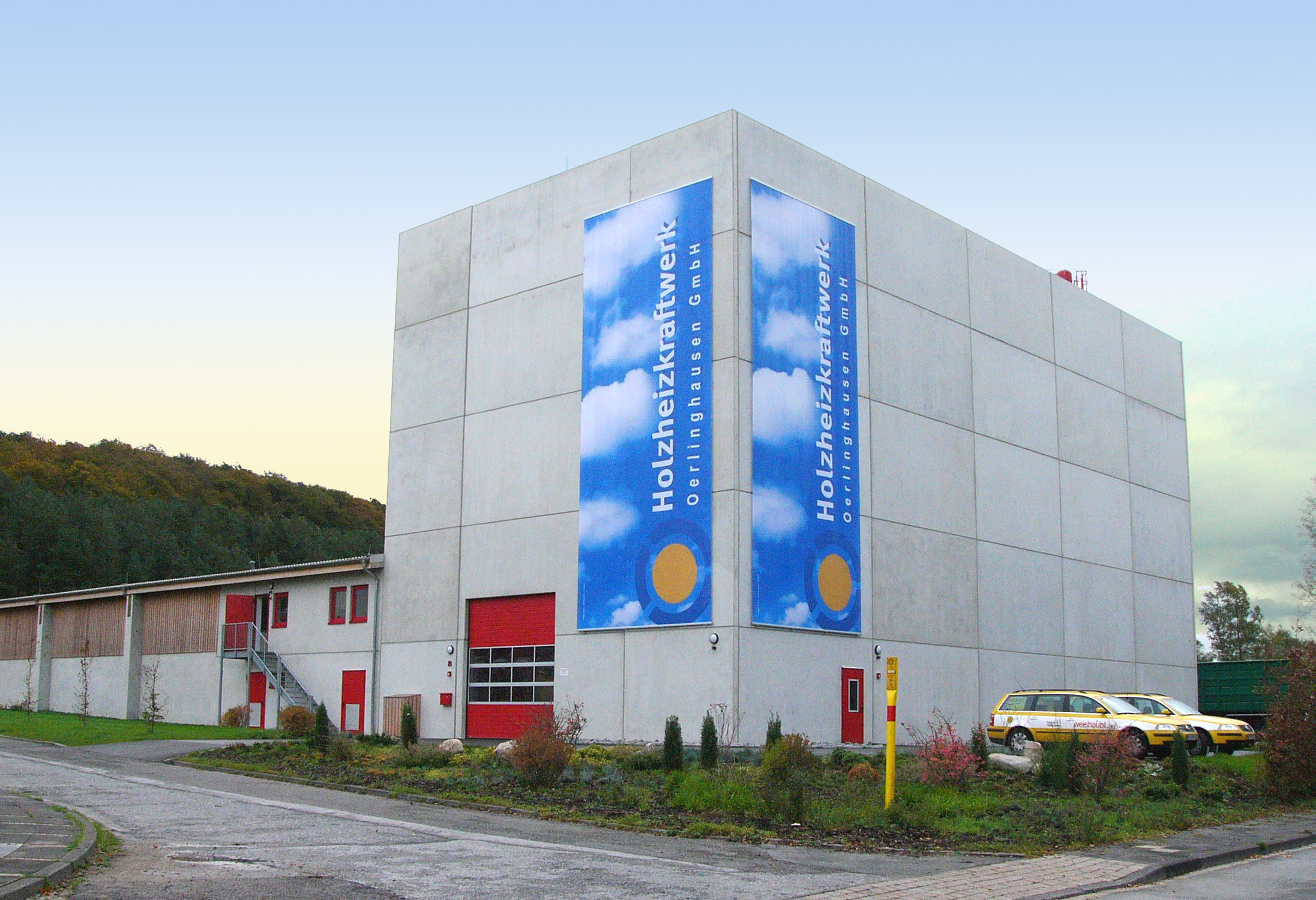
Holzheizkraftwerk in Oerlinghausen

## Anlagentechnik

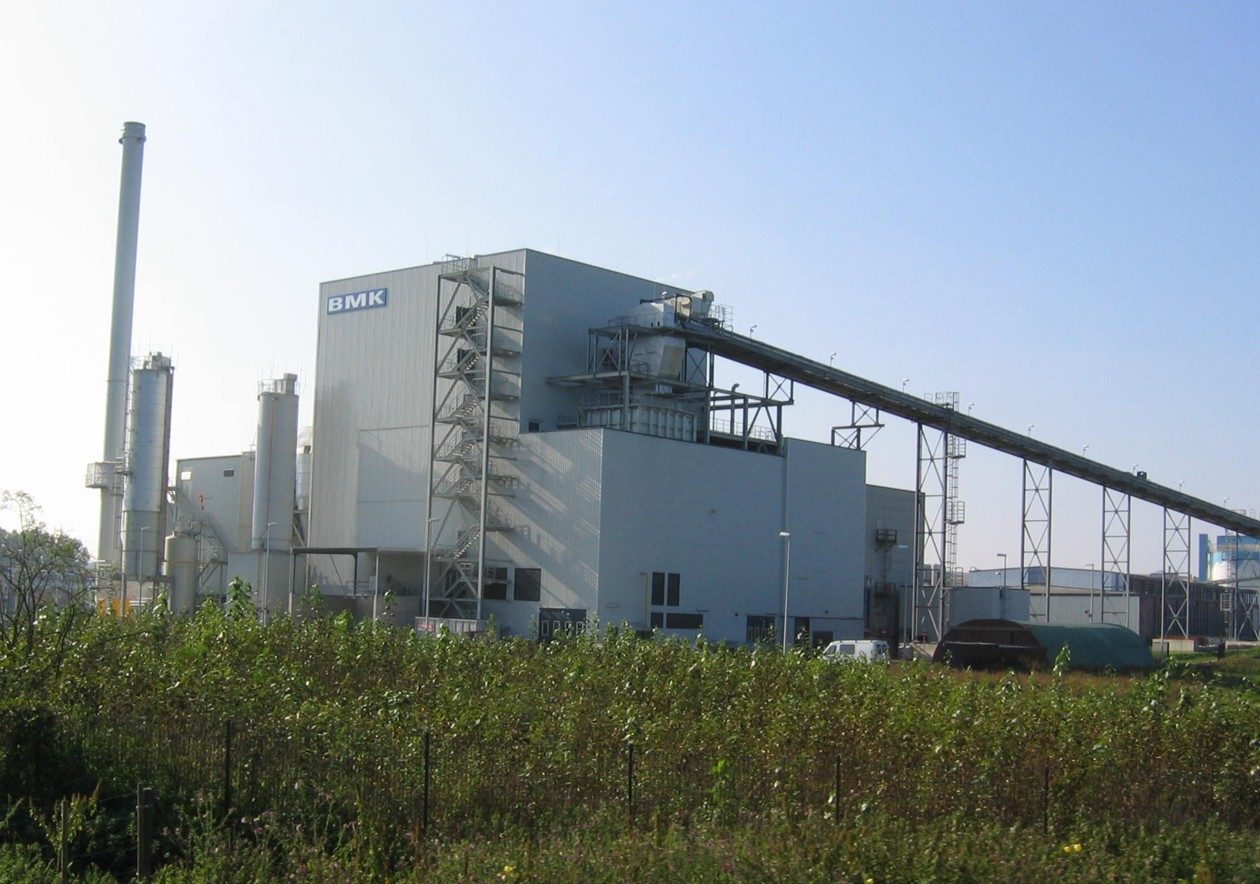
Biomassekraftwerk Lünen, Betreiber: Evonik, Leistung: 20 MW_{el}

In Biomasseheizkraftwerken werden verschiedene Verfahren zur Stromerzeugung und Wärmebereitstellung eingesetzt. Bedeutende Anlagentypen sind Biomasse-Dampfkraftwerke, ORC-Anlagen und thermische Biomassevergaseranlagen.

### Biomasse-Dampfkraftwerke
Der Brennstoff wird in einem auf den Brennstoff abgestimmten Dampfkessel verbrannt. Die meisten Anlagen arbeiten mit Rostfeuerungen, größere Anlagen auch nach dem Wirbelschichtverfahren. Beim Rostkessel wird der Brennstoff auf einem in der Regel mechanisch angetriebenen Rost über verschiedenen Zonen getrocknet, dann gezündet und verbrannt. Beim Wirbelschichtkessel wird der Brennstoff direkt in den Feuerraum gegeben. Die leichteren Bestandteile verbrennen im Flug, die schwereren fallen nach unten in ein Fluidisierungsmedium, meistens Sand, welcher die Verbrennung homogenisiert und den Brennstoff in der Schwebe hält. Im Boden des Kessels wird Luft eingedüst, um das Brennstoff-Sand-Gemisch zu verwirbeln und es zu fluidisieren. Das entstehende heiße Rauchgas wird bei beiden Verfahren durch Kesselzüge geleitet, die bei größeren Anlagen wassergekühlte Membranwände haben. Im Bereich der Flammenbildung und starker Strahlungsbelastung sind die Wände mit einer feuerfesten Ausmauerung ausgekleidet, um die thermische und chemische Belastung der Wände zu verringern. In den nachgeschalteten Rauchgaszügen sind Rohrschlangen eingebaut, die als Verdampferfläche,  als Überhitzer- und Economiserflächen geschaltet sind. Der überhitzte Dampf wird einer Turbine zur Stromerzeugung zugeführt und danach zumeist zusätzlich als Fernwärme bzw. Nahwärme genutzt. Gegebenenfalls sind die letzten Economiserflächen noch zur direkten Wärmeauskopplung vorgesehen. Das Rauchgas wird in einer Rauchgasreinigungsanlage gereinigt und über einen Kamin emittiert.

### Organic-Rankine-Cycle-Anlagen

Vereinfachtes Verfahrensfließbild eines ORC-Prozesses

Biomassenheizkraftwerke können mit dem Organic-Rankine-Cycle-Verfahren (ORC) betrieben werden.
Bei Biomasse-ORC-Anlagen wird zumeist ein Rauchrohr-Wärmeübertrager eingesetzt, der von einer biomassebeheizten Feuerung mit heißen Rauchgasen beaufschlagt wird. Das Wärmeträgeröl (Thermalöl) wird erhitzt und verdampft bei etwa 350 °C. In dem Rankineprozess wird das gasförmige Fluid der Turbine zugeführt und das entspannte Wärmeträgeröl kondensiert in dem nachgeschalteten – in der Regel luftgekühlten – Verflüssiger. Als Arbeitsmedium wird kein Wasser verwendet, sondern organische Verbindungen, die bei niedrigeren Drücken verdampfen, und es kann meistens auf eine Überhitzung verzichtet werden. Das Rauchgas ist nach der Wärmeübertragung auf das Thermalöl meist noch über 250 °C heiß und kann daher in einem zweiten, nachgeschalteten Wärmeübertrager Wasser erhitzen, z. B. für die Bereitstellung von Fernwärme.

### Thermische Biomassevergaseranlagen
Bei diesem Verfahren wird Biomasse durch Pyrolyse vergast. Das Abgas wird im heißen Zustand vorgereinigt, danach abgekühlt, gefiltert und in einem Wäscher gewaschen. Anschließend erfolgt die Verstromung mittels eines Gasmotors.
Diese Technologie wurde im Heizwerk Civitas Nova in Wiener Neustadt sowie in Güssing (Burgenland) und in Oberwart (Burgenland) eingesetzt.

### Cofiring und Umstellung bei klassischen Kohlekraftwerken
Bei Kohlekraftwerken können auch Holzpellets als Zuschlag der Kohle beigegeben werden, was bis zehn Prozent einfach möglich ist, die Leistung reduziert und dafür den Zugang zu Subventionen und reduzierte Anrechnung der Kohlendioxidemissionen ermöglicht.

### Effizienz
Größere Biomassekraftwerke erreichen ohne Zwischenüberhitzung (ZÜ) elektrische Bruttowirkungsgrade von rund 30 %, sofern sie mit einer ZÜ arbeiten bis zu 37 %. In einem Biomassekraftwerk gehen also etwa zwei Drittel der Primärenergie als Abwärme verloren, sofern keine Wärmeauskopplung stattfindet. Deshalb werden oft Heizkraftwerke gebaut, die einen Teil der Kondensationsenergie als Nutzwärme für Prozess- und Raumwärmebereitung abgeben (siehe auch: Fernwärme und Nahwärme). Selten gibt es auch Biomasseheizkraftwerke mit Gegendruckturbine, die die komplette Kondensationsenergie nutzen. Diese Heizkraftwerke haben einen Brennstoffnutzungsgrad (elektrisch und thermisch) von bis zu 85 %.

### Rauchgasreinigung
Alle Typen der Biomasseheizkraftwerke haben eine Rauchgasreinigung. Dabei kommen zur Entstaubung folgende Anlagen einzeln oder in Reihe geschaltet zum Einsatz:
- Zyklon
- Mulitzyklon
- Elektrofilter
  - trocken
  - nass
- Schlauch- oder Gewebefilter
- Wäscher
- Rauchgaskondensation- und Entschwadungsanlagen

Die Reinigung stark belasteter Rauchgase, beispielsweise bei Altholzverbrennung, erfolgt meist mit Kalkhydrat zur Neutralisation der Säuren und zur Entschwefelung, sowie mit Aktivkoks oder Aktivkohle als Adsorbens. Zum Einsatz kommen hierbei oft Umlenkreaktoren, wie etwa beim NID-Verfahren, oder Sprühabsorber mit nachgeschalteten Gewebefiltern. Die Asche aus dem Rauchgasstrom lagert sich an Gewebefiltern ab, die regelmäßig abgereinigt werden. Die Entstickung erfolgt meistens durch das SNCR-Verfahren mit Ammoniak bzw. Ammoniaklösung oder Harnstoffeindüsung direkt in den Feuerraum.

## Brennstoffe

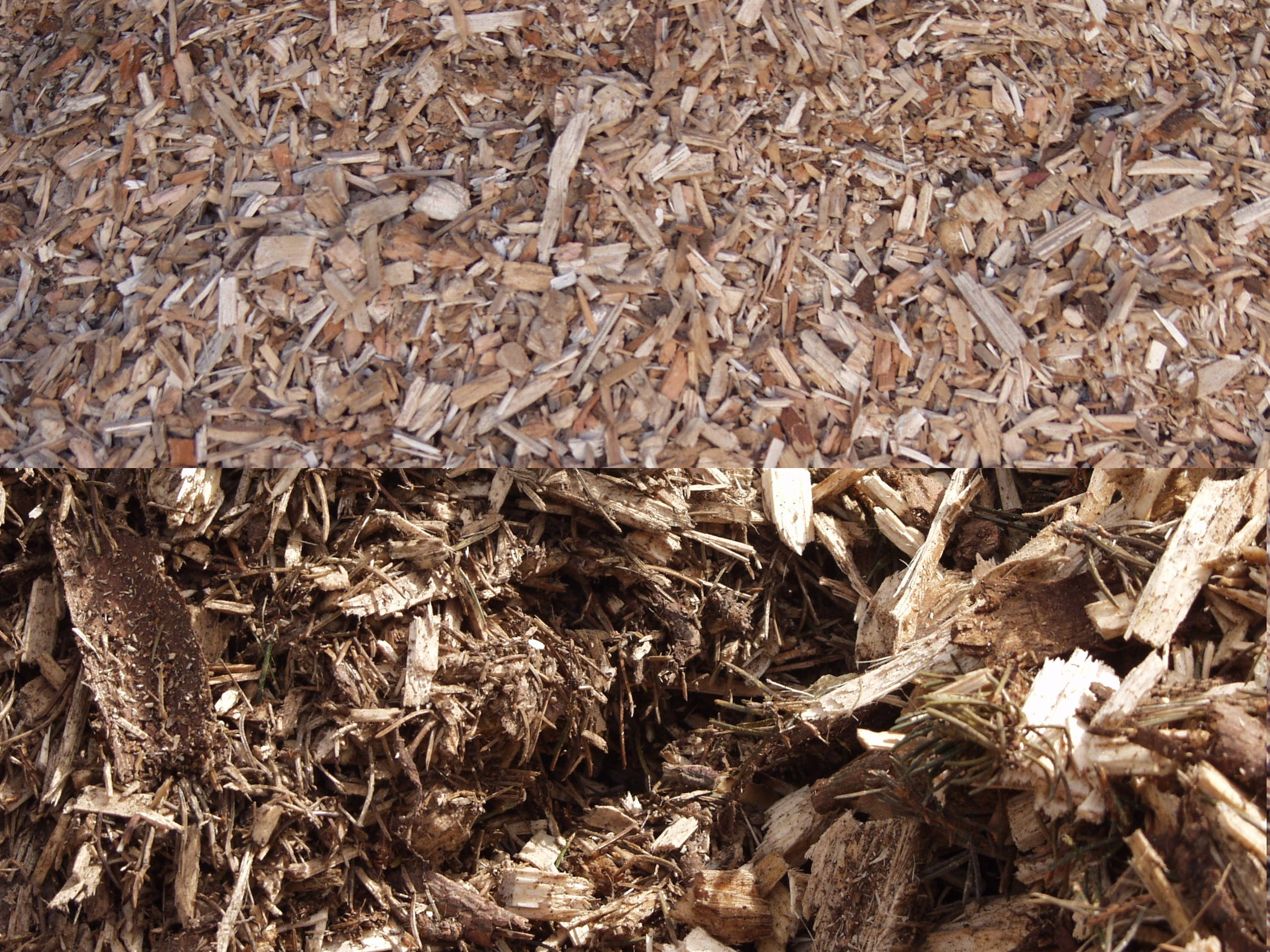
Feine Laubholz-Hackschnitzel und grobe Nadelholz-Hackschnitzel

Zur Verwendung in Biomasseheizkraftwerken sind verschiedene feste Brennstoffe geeignet, z. B.:
- Holzhackschnitzel aus:
  - unbehandeltem forstwirtschaftlichem Frischholz; neben dem Stammholz wird vermehrt auch der Voll- und Ganzbaum genutzt (Äste, Reiser, Nadeln, Wurzelstöcke)
  - Altholz gemäß der Altholzverordnung (Schadstoffklassen A I bis A IV), auch kunststoffbeschichtete, lackierte, oder mit Holzschutzmitteln imprägniert Brennstoffe (z. B. Bahnschwellen) können in Anlagen mit entsprechender Abgasreinigung zulässig sein; die eingesparten Entsorgungskosten und der hohe Heizwert können Altholz zu einem billigen Rohstoff machen
  - Kurzumtriebsplantagen
- Holzpellets
- Getreide, Stroh
- Riesen-Chinaschilf (Miscanthus)
- viele andere energiereiche organische Reststoffe
- Ersatzbrennstoffe: billige Reststoffe großteils organischen Ursprungs (aber oft hohen anorganischen Anteilen und Schadstoffgehalten) wie:
  - Treibsel (Schwemmholz der Küsten, oft vermengt mit anderen angeschwemmten Stoffen)
  - Spuckstoffe aus dem Altpapier-Recycling
  - Sortierreste aus dem Dualen System
  - Schredderleichtfraktion (nicht recyclingfähige Teile von Schrottautomobilen, z. B. Armaturenbretter, Sitze)
  - Klärschlamm
  - Textilfasern
  - und vieles mehr

## Stromerzeugung
Im Jahr 2021 wurden 43,5 TWh oder 6,8 % der öffentlichen Nettostromerzeugung in Deutschland aus Biomasse gewonnen. Die maximale Leistung lag bei 5,76 GW, die minimale bei 4,25 GW.

## Ökologische Bewertung
Die Brennstoffe werden in der CO2-Bilanz als neutral bezeichnet, da sie beim Verbrennen nur das beim Wachsen aufgenommene CO2 abgeben. Unberücksichtigt bleibt hierbei aber das bei Gewinnung, Aufbereitung und Transport emittierte Kohlendioxid, sowie bei Einsatz von Altholz das Mitverbrennen von z. T. erheblichen Anhaftungen nicht CO2-neutraler Substanzen (Beschichtungen, Imprägnierungen).

## Verbrennungsrückstände
Die festen Verbrennungsrückstände sind, je nach eingesetztem Brennstoff, verschieden stark mit Schadstoffen, wie z. B. Schwermetallen, belastet. Holzasche unbelasteter Brennstoffe kann meist als Dünger verwendet werden, während die Asche belasteter Althölzer meistens auf Sondermülldeponien eingelagert werden muss. Das Düngemittelgesetz (DüMG) und die Düngemittelverordnung (DüMV) geben Grenzwerte vor.

## Politische Rahmenbedingungen

### Deutschland
In Deutschland wird die Erzeugung von Strom aus Biomasse durch das Erneuerbare-Energien-Gesetz (EEG) gefördert. Das Gesetz garantiert für 20 Jahre eine erhöhte Grundvergütung. Durch eine Staffelung erhalten kleinere Anlagen eine höhere Vergütung als große Anlagen. Bei einer elektrischen Leistung von über 5 MW aber unter 20 MW gilt die Grundvergütung nur bei gleichzeitiger Kraft-Wärme-Kopplung. Zusätzliche Erhöhungen sind möglich, wenn die Bedingungen für den Nawaro-Bonus und/oder den Technologie-Bonus erfüllt werden.
Zweck des EEGs ist der Klima- und Umweltschutz, die Schonung von Ressourcen und die Verringerung der Abhängigkeit von Energieimporten. Dies erfolgt durch Förderung von Bioenergien und anderen erneuerbaren Energien.
Durch das Erneuerbare-Energien-Wärmegesetz (EEWG) wird die Nutzung von Wärme unter anderem aus Biomasse gefördert.
Die Nachhaltigkeit der Energiegewinnung aus Biomasse soll durch die Biomassestrom-Nachhaltigkeitsverordnung (Biomasse-NachV) sichergestellt werden.
(siehe auch Artikel Erneuerbare-Energien-Gesetz und Erneuerbare-Energien-Wärmegesetz)

### Österreich

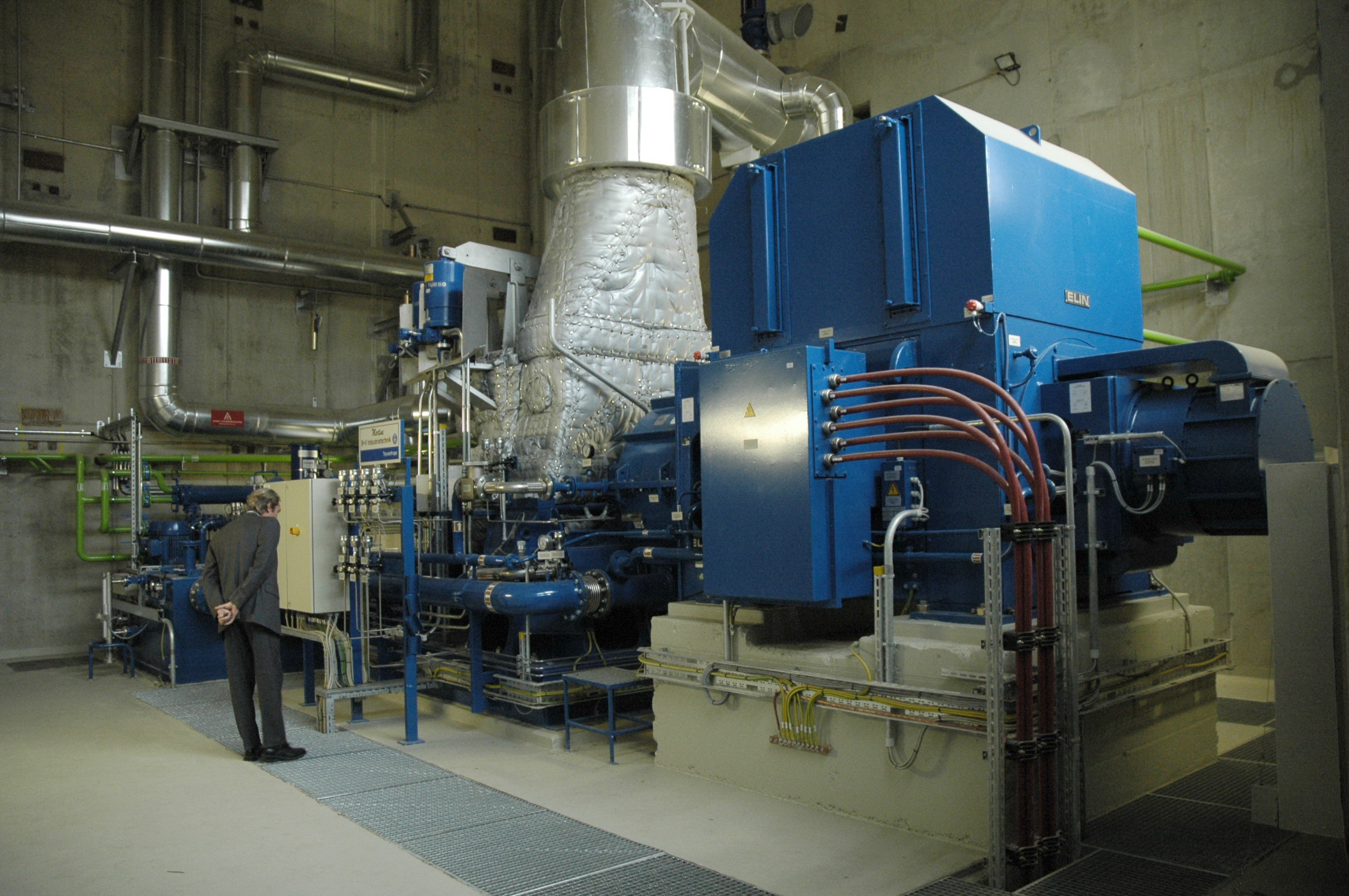
Dampfturbine des Biomasseheizkraftwerkes Mödling mit einer elektrischen Leistung von 5 MW und einer thermischen Fernwärmeleistung von 20 MW

In Österreich wird die Erzeugung von Strom nach dem Ökostromgesetz gefördert. Der Einspeisetarif hängt vom Jahr der Inbetriebnahme, von der Art des eingesetzten Brennstoffs und von der elektrischen Engpassleistung ab, und ist grundsätzlich fallend. Die Vergütungsdauer betrug 13 Jahre für Kraftwerke die von 2003 bis vor dem 1. Januar 2007 in Betrieb gegangen sind und bis 21. Dezember 2004 bewilligt waren. Für Kraftwerke, die danach bewilligt wurden, wird der Einspeisetarif für 15 Jahre garantiert, jedoch war ein Gesamtwirkungsgrad von über 60 % erforderlich, der somit eine hohe Wärmeauskoppelung erforderlich macht. Die Tarife waren jedes Jahr niedriger als im Vorjahr und lagen 2010 bei nur noch 12,2 ct/kWh bei Anlagen größer 2 MW el und damit bereits unter Haushaltsstrompreisniveau; der Neubau dieser Anlagen ist somit stark zurückgegangen. Ab 2023 wurden die Tarif aufgrund von Gebotsverfahren vergeben und sind nur mehr Zuschläge zum Marktpreis sofern die diese den Gebotswert unterschritten hat.

## Umweltauflagen

### Deutschland
Die Auflagen für den Immissionsschutz hängen vom jeweils verwendeten Brennstoff ab. Wird unbehandeltes Holz eingesetzt, so gilt die Technische Anleitung zur Reinhaltung der Luft (TA Luft). Wird Altholz eingesetzt, so wird nach der Verordnung über die Verbrennung und die Mitverbrennung von Abfällen (17. BImSchV) genehmigt. Im Einzelfall sind erleichternde Ausnahmeregelungen oder auch verschärfte Auflagen möglich.

### Österreich
Die Emissionsauflagen werden in der Feuerungsanlagen-Verordnung und dem Emissionsschutzgesetz für Kesselanlagen geregelt.
Diese betragen derzeit rund 50 mg/m³ Staub und 300 mg/m³ für NOx, bezogen auf 13 % O2, sind jedoch im Detail von der Anlagengröße abhängig.

## Anlagen in Deutschland, Österreich und der Schweiz
Biomasseheizkraftwerke werden bereits seit Jahrzehnten im industriellen Umfeld, wie beispielsweise an Papierfabriken, errichtet. Kostenlos oder preiswert anfallende Abfälle und Reststoffe ließen und lassen sich so wirtschaftlich verwerten. In den vergangenen Jahren sind aufgrund geänderter Rohstoffpreise und politischer Rahmenbedingungen (z. B. EEG) verstärkt zusätzliche Werke errichtet worden. Einige Werke werden im Folgenden beispielhaft vorgestellt.

### Deutschland
Im nordrhein-westfälischen Lünen betreiben seit 2006 die Steag und Remondis ein Kraftwerk mit Altholz als Brennstoff und einer elektrischen Leistung von 20 MW. Ein weiteres Kraftwerk der gleichen Leistung wird, ebenfalls seit 2006, in Hamburg betrieben. Die MVV Energie betreibt seit 2003 in Flörsheim-Wicker (15 MW) und in Mannheim (20 MW) zwei Holzhackschnitzel-Kraftwerke. Weitere Biomasseheizkraftwerke sind das Biomasse-Heizkraftwerk Ilmenau in Thüringen, das Biomasseheizkraftwerk Sellessen in Spremberg und ein Holzheizkraftwerk in Oerlinghausen (Kreis Lippe, seit 2005).
Von den 207 aktuell (2009) durch C. A. R. M. E. N. (Verein zur Förderung nachwachsender Rohstoff) geförderten Biomasseanlagen werden 198 mit Holzhackschnitzeln betrieben und 107 explizit mit Waldhackgut. 29 waren als Biomasseheizkraftwerke gekennzeichnet.

### Österreich

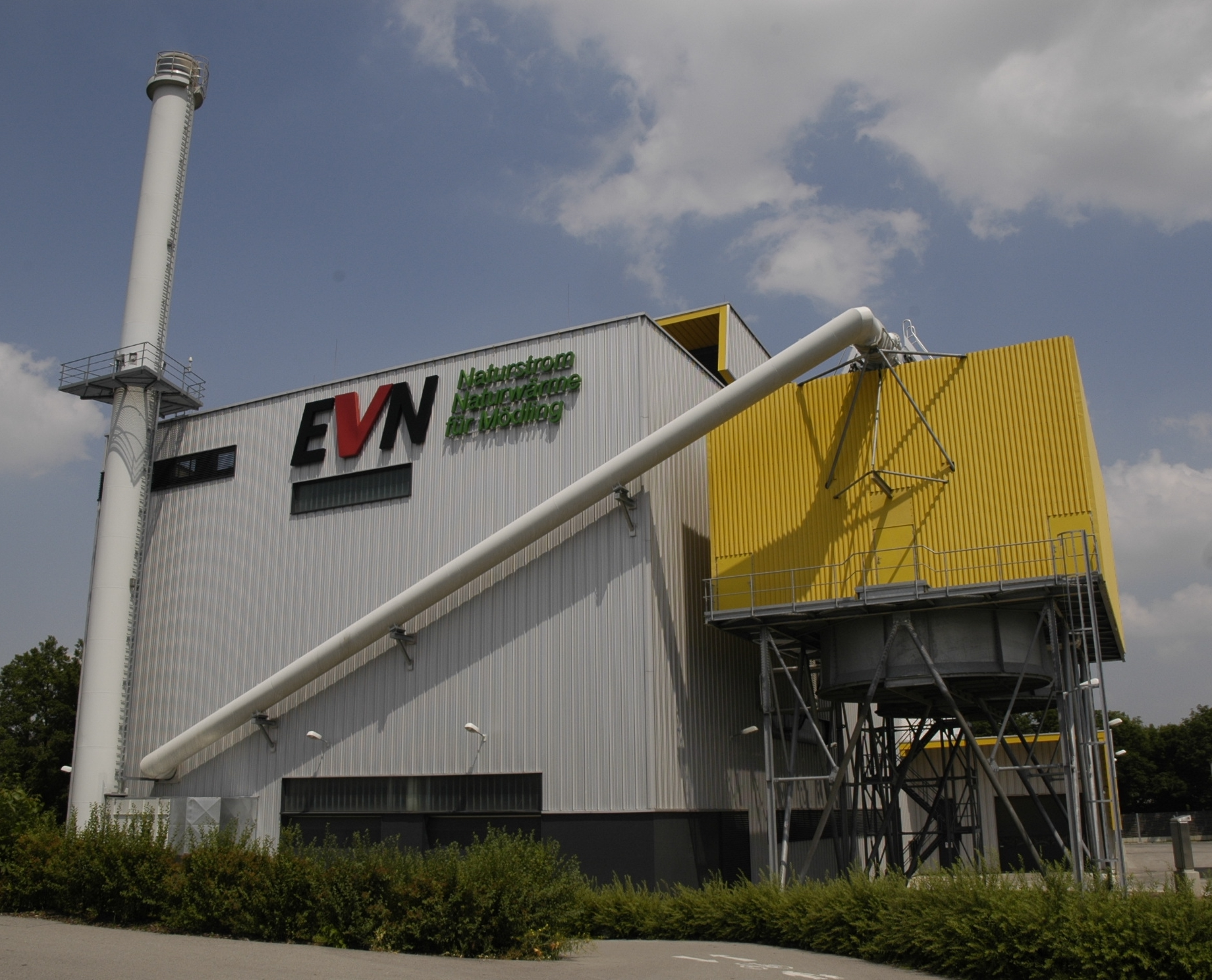
Biomasseheizkraftwerk des Fernwärmenetzes Großraum Mödling

Eines der ersten leistungsstarken österreichischen Biomasseheizkraftwerke steht seit 2004 im Kufsteiner Stadtteil Endach. Es ist ein Gemeinschaftsprojekt der Stadtwerke Kufstein und der TIWAG (Tiroler Wasserkraft AG).
Im November 2005 ist in Linz das bis dahin größte österreichische Biomasseheizkraftwerk mit einer elektrischen Leistung von 8,9 MW und einer Fernwärmeauskopplung von 21 MW in Betrieb gegangen.
Im Jahre 2006 wurde im Kraftwerk Simmering in Wien das bisher größte Wald-Biomassekraftwerk Europas mit einer elektrischen Leistung von bis zu 24,5 MW in Betrieb genommen. Bei gleichzeitiger Abgabe von 37 MW Fernwärme können 16 MW elektrische Energie geliefert werden. Mit der erzeugten Energie werden 48.000 Haushalte mit Strom und 12.000 Haushalte mit Fernwärme versorgt. Das Kraftwerk hat einen Liefervertrag mit der Österreichischen Bundesforsten AG über die Lieferung des Brennmaterials abgeschlossen. Mittlerweile kommen die Hackschnitzel für das Werk Simmering auch aus Deutschland (Kelheim an der Donau) und entgegen den ursprünglichen Planungen und Zusagen hat sich der Bezugsradius auf 450 km erweitert.
2006 hat die EVN Wärme in Mödling und Tribuswinkel je ein Biomasseheizkraftwerk mit 5 MW elektrischer und 15 MW thermischer Fernwärme-Leistung in Betrieb genommen. Beide Biomasseheizkraftwerke sind hocheffiziente Kraftwerke im Sinne der europäischen KWK-Richtlinie. Mit diesen beiden Werken wird die Grundlastwärmebereitstellung vom Fernwärmenetz Großraum Mödling bzw. des Fernwärmenetzes Baden bewerkstelligt.
Im Jahre 2010 wurde von Joanneum Research in Graz und dem derzeitigen Industrie- und Vertriebspartner ein Forschungsförderungs-Ansuchen an die FFG (Forschungsförderungsgesellschaft m. b. H.) in Wien gestellt, welches am 10. Mai 2010 bewilligt wurde. Zu diesem Zweck wurde mit Joanneum Research vereinbart, dass im Ökopark in Hartberg/Stmk. eine Versuchsanlage mit 500 kW thermischer Leistung aufgestellt wird. In dieser Anlage besteht die Möglichkeit, alle Materialien zu verbrennen, um Wärme oder Strom zu erzeugen. Begleitet werden diese Verbrennungsversuche von Joanneum Research, die zu allen Versuchen die entsprechenden Messungen macht.
Anfang 2013 ist das Biomasseheizkraftwerk Steyr in Betrieb gegangen, welches das neu aufgebaute Fernwärmenetz in Steyr und Ramingdorf mit biogener Wärme versorgt.
Gemäß einer Studie des Landesenergievereins Steiermark, bei der die Planungs- und Betriebsdaten von 107 österreichischen Biomassenahwärmeanlagen ausgewertet wurden, liegt der spezifische Stromverbrauch einer Gesamtanlage im Mittel von 48 untersuchten Anlagen (die keine Rauchgaskondensationsanlage aufweisen) bei 22,7 kWhel pro verkaufter MWhth. Wobei der Schwankungsbereich von 9 kWhel pro verkaufter MWhth bis 47 kWhel pro verkaufter MWhth reicht.

### Schweiz
Die Anlage in Domat/Ems galt zeitweise als eines der größten Biomassekraftwerke Europas. Es hat eine Feuerungswärmeleistung von 85 MW. Die 2010 erfolgte Umstellung britischer Kohlekraftwerke mit Leistungen im Gigawattbereich hat dies deutlich übertroffen.
In Basel ist Ende 2007 die Inbetriebnahme des größten Holzheizkraftwerks der Schweiz geplant. Es entsteht direkt neben der bestehenden KVA (Kehricht- bzw. Müllverbrennungsanlage) und speist Wärme ins bestehende Nahwärmenetz ein. Etwa 70 % Waldholz und bis zu 30 % Altholzeinsatz sind beabsichtigt. Träger sind regionale Waldbesitzer und die IWB (Industrielle Werke Basel, Stadtwerke).
Das Holzheizkraftwerk Aubrugg wird getragen von den Elektrizitätswerken des Kantons Zürich (EKZ), der Entsorgung + Recycling Zürich (ERZ) und der ZürichHolz AG. Als Brennstoff sollen Holzschnitzel verwendet werden, welche aus Wäldern im Kanton Zürich und zu einem kleineren Teil aus Sägerei- und Gärtnereibetrieben stammen. Bei einer Feuerungswärmeleistung von 42 MW, einer thermischen Nennleistung von 28 MW und einer elektrischen Nennleistung von 11 MW können während der Wintermonate aus ca. 265.000 Sm3 (Schüttgutkubikmeter) Hackschnitzel jährlich 104.000 MWh Wärme und 38.000 MWh Strom produziert werden.

## Globale Auswirkungen

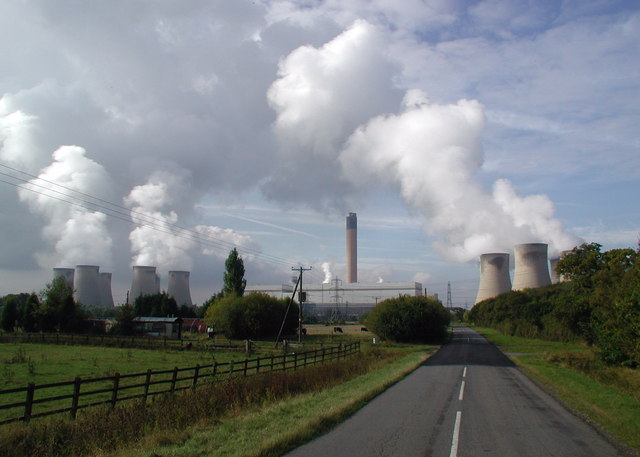
Die Zufeuerung von Biomasse im Kraftwerk Drax hat den effektiven Kohlendioxidausstoß um über zehn Prozent reduziert.

Im Jahre 2011 wurde etwa die Hälfte der globalen Pelletproduktion von 8–10 Millionen Tonnen in europäischen Kraftwerken verstromt. Nahezu alle großen europäischen Energieversorger wie E.on, RWE, Vattenfall, Electrabel (Belgien), Drax (Großbritannien), Dong (Dänemark) oder Essent (Niederlande) verstromen Holzpellets in Kohlekraftwerken als Beifeuerung oder in umgerüsteten Kohlekraftwerken oder hegen Pläne, dies in naher Zukunft zu tun.
Nach einem Dossier des britischen Economist 2013 sei klassisches Holz bei weitem der erfolgreichste erneuerbare Energieträger. Dies liegt darin begründet, dass Holz v. a. im Hausbrand in Entwicklungsländern, aber auch weiterhin in Industrieländern eine große Rolle spielt. Den Anfang mit einer Umstellung einer Großfeuerungsanlage machte 2010 die RWE beim britischen Kohlekraftwerk Tilbury, mittlerweile das größte Biomassekraftwerk weltweit. Wettbewerber haben aufgrund des technischen Aufwands zunächst begonnen, bei Kohlekraftwerken Holzpellets als Zuschlag der Kohle beizugeben, was bis 10 % einfach möglich ist. Diese Zufeuerung ermöglicht den Zugang zu erheblichen Subventionen und reduzierte Anrechnung der Kohlendioxidemissionen. Ebenso ermöglicht sie den aufgrund der bestehenden Netzzugänge und Feuerungsanlagen den Anteil als erneuerbar anerkannter Energieherstellung schnell zu erhöhen.
Eine solche Nutzung von verschiedenen Sekundärbrennstoffen ist bei Zementwerken schon länger Stand der Technik, da Drehofen erhebliche Brennstoffbandbreiten verarbeiten können und der Zementklinker Schadstoffe abfängt. Sie dient dort ebenso der rechnerischen Verbesserung der Klimabilanzen und ermöglicht Subventionen für erneuerbare Energien im klassischen Industriebereich einzuwerben.
Im britischen Kraftwerk Drax, einem der größten Kohlekraftwerke weltweit, sollen ab 2016 12,5 Terawattstunden p. a. mit aus Kanada eingeführten Holzpellets produziert werden. Die zustehenden Subventionen belaufen sich auf £45 pro Megawattstunde und werden Drax voraussichtlich 550 Millionen Pfund jährlich einbringen.